# Дэниелс, Кристофер
Дэниел Кристофер Ковелл (англ. Daniel Christopher Covell, род. 24 марта 1970, Каламазу, Мичиган) — бывший американский рестлер, наиболее известный как Кристофер Дэниелс (англ. Cristopher Daniels). В настоящее время выступает в All Elite Wrestling (AEW) как рестлер и является менеджером отдела по работе с талантами.
Он наиболее известен по выступлениям в Impact Wrestling (TNA) и Ring of Honor (ROH), а также по продолжительной работе на независимой сцене.
Он выиграл в общей сложности 20 чемпионских титулов между Impact, ROH и New Japan Pro-Wrestling (NJPW). Он стал первым в истории ROH чемпионом Большого шлема. Он известен как «Король инди» за свою работу с независимыми промоушенами по всему миру, включая Frontier Wrestling Alliance (FWA), International Wrestling Cartel (IWC) и Pro Wrestling Guerrilla (PWG).

## Ранняя жизнь
Дэниел Кристофер Ковелл родился 24 марта 1970 года в Каламазу, Мичиган. Когда Ковеллу было три года, его семья переехала в Фейетвилл, Северная Каролина, где он стал заядлым фанатом Mid-Atlantic Championship Wrestling. После окончания Методистского колледжа по специальности «Театр» Ковелл с женой переехали в Чикаго, Иллинойс, где он планировал стать актером.

## Титулы и достижения
- All Action Wrestling
  - Чемпион AAW (1 раз)[7]
- All Pro Wrestling

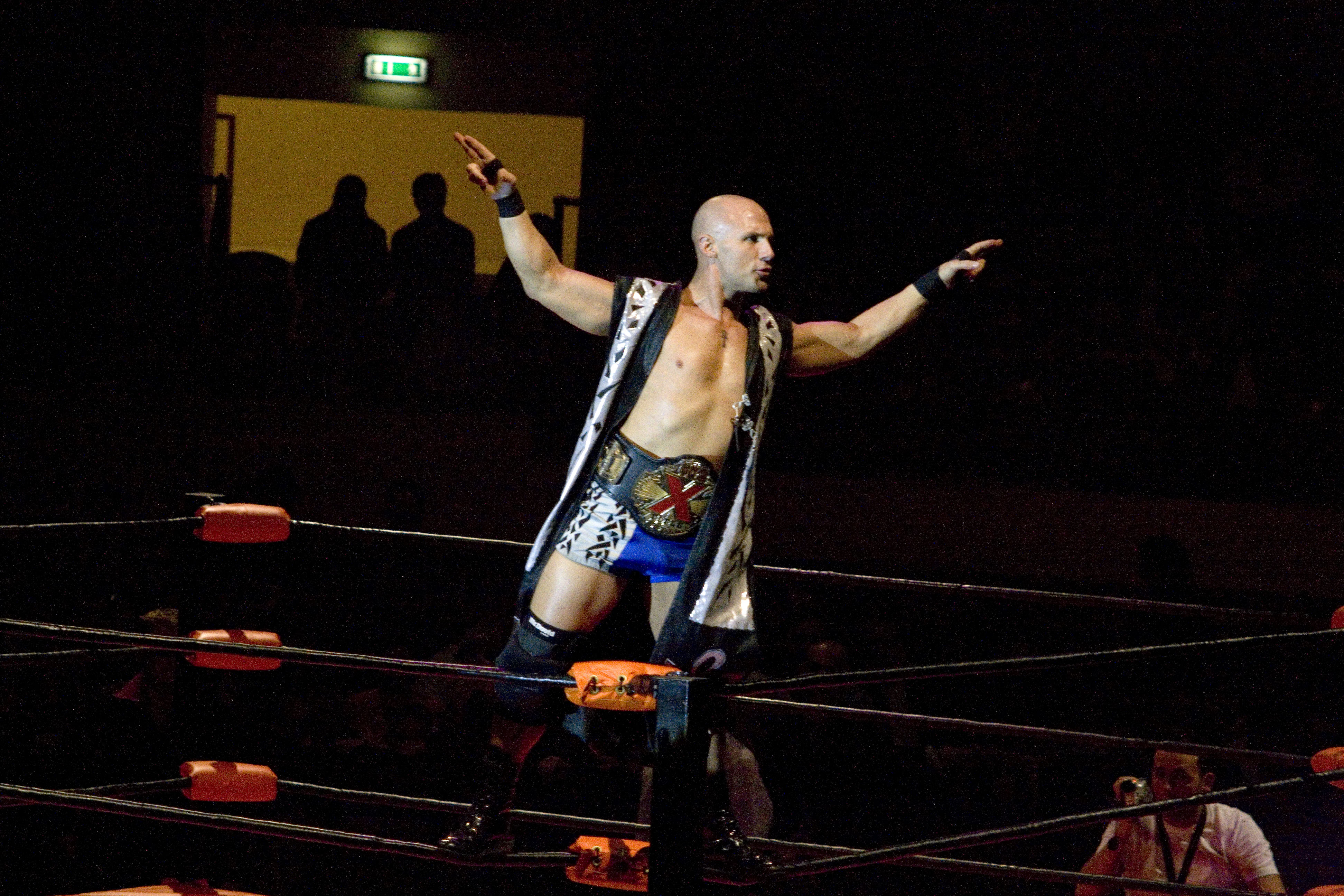
Дэниелс — четырехкратный чемпион икс-дивизиона TNA

  - Всемирный интернет-чемпион APW (1 раз)[8]
  - Король инди (2000)[9]
- Ballpark Brawl
  - Натуральный чемпион в тяжёлом весе (1 раз)[10]
- Bar Wrestling
  - Турнир трио (2019) — с Фрэнки Казарианом и Скорпио Скаем
- Cauliflower Alley Club
  - Награда за мужской рестлинг (2015)[11]
- DDT Pro-Wrestling
  - Чемпионство железных людей в хеви-металлическом весе (1 раз) — с Фрэнки Казарианом[12]
- DEFY Wrestling
  - Временный чемпион мира DEFY (1 раз)[13]
- East Coast Wrestling Association
  - Чемпион ECWA в тяжёлом весе (2 раза)[14][15]
  - Турнир «Супер 8» (2000, 2004)[16]
  - Зал славы ECWA (2001)[17]
- Empire Wrestling Federation
  - Чемпион EWF в тяжёлом весе (1 раз)[18][19]
- Frontier Wrestling Alliance
  - FWA British Heavyweight Championship (1 раз)[20]
- German Stampede Wrestling
  - Battlefield (2008)[21]
- Impact Championship Wrestling
  - ICW Tag Team Championship (1 раз) — с Ксавье[22]
  - Impact Cup (2010) — с Ксавье[23]
- Michinoku Pro Wrestling
  - British Commonwealth Junior Heavyweight Championship (1 раз)[24]
  - Futaritabi Tag Team League (2002)[9] — с Супер Райс Боем
- Midwest Championship Wrestling
  - MCW Tag Team Championship (1 раз)[18] — с Рейном
- New Japan Pro-Wrestling
  - Командный чемпион IWGP в полутяжёлом весе (1 раз)[25] — с Американским Драконом
- NWA Florida
  - NWA Florida Heavyweight Championship (1 раз)[26]
- NWA Midwest
  - NWA Midwest Tag Team Championship (1 раз)[27] — с Кевином Куинном
- New Age Wrestling Federation
  - CT Cup (1 раз)1[28]
- Premier Wrestling Federation
  - PWF United States Championship (1 раз)[29]
  - 2nd Shinya Hashimoto Legacy Cup (2002)[30]
  - Награда «Самый популярный рестлер года» (2003)[31]
- Pro-Pain Pro Wrestling
  - 3PW World Heavyweight Championship (1 раз)[32]
- Pro Wrestling Illustrated
  - Команда года (2006)[33] с Эй Джей Стайлзом
  - Самый вдохновляющий рестлер года (2017)
  - № 15 в топ 500 рестлеров в рейтинге PWI 500 в 2006[34]
- Pro Wrestling Zero1-Max
  - Чемпион Соединённых Штатов Zero1-Max в открытом весе (1 раз)[35]
- Remix Pro Wrestling
  - Remix Pro Heavyweight Championship (1 раз)[36]
- Ring of Honor
  - Чемпион мира ROH (1 раз)
  - Телевизионный чемпион мира ROH (1 раз)[37]
  - Командный чемпион мира ROH (4 раза) — с Донованом Морганом (1), Мэттом Сайдалом (1) и Фрэнки Казарианом (2)[38]
  - Командный чемпион мира трио ROH (1 раз) — со Скорпио Скаем и Фрэнки Казарианом
  - ROH Decade of Excellence Tournament (2017)[39]
  - ROH Tag Team Championship Tournament (2002) — с Донованом Морганом
  - ROH Round Robin Challenge II
  - Четвертый чемпион Тройной короны
  - Первый чемпион Большого шлема
- SoCal Uncensored
  - Матч года (2000) против Курта Энгла, 13 сентября 2000 года, Ultimate Pro Wrestling[40]
  - Рестлер года (2000)[40]
- Southern California Pro-Wrestling Hall of Fame
  - Включен в 2020 году[41]
- NWA: Total Nonstop Action/Total Nonstop Action Wrestling
  - Чемпион икс-дивизиона TNA (4 раза)[42]
  - Командный чемпион мира TNA (2 раза) — с Казарианом[43][44]
  - Командный чемпион мира NWA (6 раз)[45] — с Лоу Ки и Эликсом Скиппером как Трипл Икс (3), Джеймсом Штормом (1) и Эй Джей Стайлзом (2)
  - NWA World Tag Team Championship Tournament (2003) — с Лоу Ки[46]
  - Feast or Fired (2007 — Pink Slip)2[47]
  - Feast or Fired (2008 — Pink Slip)
  - TNA World Cup of Wrestling (2013) — с Джеймсом Штормом, Казарианом, Кенни Кингом и Микки Джеймс
  - World X Cup (2004)[9] — с Джерри Линном, Крисом Сейбином и Эликсом Скиппером
  - TNA Year End Awards (4 раза)
    - Вражда года (2005) против Эй Джей Стайлза[48]
    - Матч года (2004) с Эликсом Скиппером против Криса Харриса и Джеймса Шторма на Turning Point, 5 декабря 2004[49]
    - Матч года (2006)[9] с Эй Джей Стайлзом против Хомисайда и Эрнандеса на No Surrender, 24 сентября 2006[50]
    - Команда года (2006)[9] с Эй Джей Стайлзом[50]
- Ultimate Pro Wrestling
  - Чемпион UPW в тяжёлом весе (2 раза)[51]
- Windy City Pro Wrestling
  - WCPW League Championship (1 раз)[18]
  - WCPW Lightweight Championship (1 раз)[18]
  - WCPW Middleweight Championship (1 раз)[18]
  - WCPW Tag Team Championship (2 times)[18] — с Кевином Куинном (1), Майком Энтони (1)
- World Power Wrestling
  - WPW Heavyweight Championship (1 раз)[18]
- World Wrestling Council
  - WWC World Tag Team Championship (1 раз)[52] — с Кевином Куинном
  - WWC Television Championship (1 раз)
- WrestleCentre
  - IFWA Heavyweight Championship (1 раз)
- WrestleCrap
  - Премия Гукера (2012) — Вражда "Клэр Линч" с Казаряном против Эй Джей Стайлса[53]
- Wrestling Observer Newsletter
  - Команда года (2012) с Казарианом[54]
  - Худший матч года (2006) TNA Reverse Battle Royal на Impact![55]